# Біскупиці (Лодзинське воєводство)
Біскупиці (пол. Biskupice) — село в Польщі, у гміні Серадз Серадзького повіту Лодзинського воєводства.
Населення — 473 особи (2011).
У 1975-1998 роках село належало до Серадзького воєводства.

## Демографія
Демографічна структура станом на 31 березня 2011 року:
|          | Загалом | Допрацездатний вік | Працездатний вік | Постпрацездатний вік |
| -------- | ------- | ------------------ | ---------------- | -------------------- |
| Чоловіки | 294     | 39                 | 201              | 54                   |
| Жінки    | 179     | 19                 | 112              | 48                   |
| Разом    | 473     | 58                 | 313              | 102                  |